# 东风路街道 (宝鸡市)
东风路街道，是中华人民共和国陕西省宝鸡市金台区下辖的一个乡镇级行政单位。

## 行政区划
东风路街道下辖以下地区：
东风路西社区、宝鸡卷烟厂社区、石油机械厂社区、电器化器材厂社区、特殊钢厂社区、东风路东社区、陈仓园社区、轩苑社区和宝铁社区。
截止2024年下辖8个社区:
东风路西社区、宝烟社区、宝石社区、东风路北社区、东风路东社区、陈仓园社区、轩苑社区、宝铁社区。